# Fibla (Fibla) peyerimhoffi
Fibla (Fibla) peyerimhoffi is een kameelhalsvliegensoort uit de familie van de Inocelliidae. De soort komt voor in Algerije, Marokko en Tunesië.
Fibla (Fibla) peyerimhoffi werd voor het eerst wetenschappelijk beschreven door Navás in 1919.